# زمردة (فلم)
زمردة هو فيلم أمريكي أسترالي بإنتاج مشترك، الفيلم يعتبر من أفلام الكوميديا الخيالية، وهو مقتبس من رواية أطفال بنفس الاسم للمؤلفة أليس هوفمان، مخرجة الفيلم هي الأمريكية إليزابيث ألن، وبطولة إيما روبرتس، جوجو وسارة باكستون.

## القصة
فيلم (زمردة) هو قصة «كلير» (إيما روبرتس) و«هايلي» (جوجو), أعز صديقتين وهما فتاتان مراهقتان، عندما تباشران بخوض مغامرة في حياتهما عندما تكتشفان الحورية (سارا باكستون) والتي تدعى «أكوامارين» في حوض السباحة، «أكوامارين» قد دفعت إلى الشاطيء بعد عاصفة كبيرة ضربت البلدة الصغيرة ونادي شاطيء فلوريدا حيث «كلير» تعيش مع جدها وجدتها، تحاول «كلير» و«هايلي» البقاء معاً طوال المدة المتبقية لـ«هايلي» لأنها على وشك الرحيل لأستراليا مع أمها عالمة الأحياء البحرية بعد آخر عطلة أسبوعية في إجازة الصيف.
الحورية الجميلة ذات الشعر الأزرق سبحت بعيداً عن المنزل قبل زواجها في البحث عن الحب الحقيقي، إذا استطاعت أن تثبت لوالدها أن الحب ليس خرافة، فسيدعها وحدها ولن تتزوج، لكنه فقط يعطيها 3 أيام، «أكوا» تبحث عن المساعدة من «كلير» و«هايلي», وهما خبيرتان في الملابس ومتعلمتان من المجلة التي يقرأنها ويقتبسان منها يومياً.
تشيح «أكوا» بنظرها على حارس شاطئ كابري، «رايموند كالدر» (جاك مكدورمان), وعندها تعد «أكوا» بأن تمنح «كلير» و«هايلي» الأمنية التي سيختارانها إن ساعداها على أن يقع «راي» في حبها، الفتاتان تنتهزان الفرصة وإن لم يحصل شيء سحري، فإن «هايلي» سترحل.
تقوم الفتاتان بتحضير «أكوامارين» وتعليمها لكيفية جذب انتباه الرجل، حتى احتفال نادي شاطيء كابري لنهاية الصيف، حيث «رايموند» عليه أن يعترف بحبه لـ «أكوامارين» أو لن يحصل أحد على أمنيته، الفتاتان تستخدمان معرفتهما وتعطيان «أكوامارين» دروساً وهذا يتضمن تقنيتين معتمدتين تسمى "Laugh & Pass" - "Fluff & Retreat". بعد ذلك هناك تسريحة شعر جديدة وملابس لـ«أكوا» والتعامل مع مكائد الفتاة الغنية المدللة «سيسيليا» (إرييل كيبل), «أكوا» ستشترك مع «رايموند» في مسابقة.
تأمل الفتاتان طالما أن «أكوامارين» تستطيع إبقاء قدميها على اليابسة وأن لا يظهر ذيلها، كل شخص سيرى أمنيته تتحقق، لكن المهم، سيتعلمن بعض الدروس المهمة عن قوة الصداقة، السحر الحقيقي للحب والأهم أن تبقى واقفاً على كلتا قدميك.

## الأدوار الرئيسية
| الممثل        | الدور الرئيسي |
| ------------- | ------------- |
| إيما روبرتس   | كلير براون    |
| جوجو          | هايلي روجرز   |
| سارة باكستون  | أكوامارين     |
| جاك ماكدورمان | رايموند       |
| أرييل كيبيل   | سيسيليا بانكس |

## وصلات خارجية
- الموقع الرسمي نسخة محفوظة 12 سبتمبر 2006 على موقع واي باك مشين.
- مقالات تستعمل روابط فنية بلا صلة مع ويكي بيانات
- مقابلة مع سارة باكستون